# Yoshitoki Ōima
Yoshitoki Ōima (大今 良時?, Ōima Yoshitoki; Ōgaki, 15 marzo 1989) è una fumettista giapponese.
È nota per essere l'autrice dei manga A Silent Voice (2013-2014), da cui è stato tratto il film d'animazione La forma della voce - A Silent Voice (2016), e To Your Eternity (2016-2025).
È inoltre l'illustratrice di Mardock Scramble (2009-2012).